# حدود النمو
حدود النمو هو تقرير صدر عام 1972 عن محاكاة حاسوبية للنمو الاقتصادي والسكاني الأسي عندما تكون الموارد محدودة. كان تمويل البحث بواسطة مؤسسة فولكسفاجن وكان التفويض من قبل منظمة نادي روما، وكانت نتائج الدراسة قد عُرضت في اجتماعات دولية في موسكو وريو دي جانيرو في صيف عام 1971. كتب هذا التقرير دونيللا ميادوز، دينس ميادوز، يورغِن راندرز، وويليام بيهرنس، وقد مثلوا فريقا من 17 باحثا.
منذ نشر هذا التقرير، تم بيع ما يقرب من 30 مليون نسخة بثلاثين لغة مختلفة. ولا يزال التقرير محل جدال وقد نشرت حوله الكثير من المنشورات. ونشر آخر إصدار محدث من التقرير عام 2004.

## الهدف
عندما فوضت منظمة نادي روما فريق معهد ماساتشوستس للتكنولوجيا للقيام بهذا المشروع، كان لدى المنظمة هدفان:
1. معرفة حدود نظامنا العالمي والقيود التي يضعها على أعداد البشر وأنشطتهم.
2. معرفة ودراسة العناصر التي تؤثر على السلوك طويل الأمد للنظام العالمي، وتفاعل تلك العناصر مع بعضها البعض.

## المنهجية
استخدم الباحثون نظام ورلد 3 الحاسوبي لمحاكاة نتائج التفاعل بين الأرض والأنظمة البشرية. وقد بُني النظام على أعمال جاي فورستر عالم أنظمة الحاسوب من معهد ماساتشوستس للتكنولوجيا، كما هو موضح في كتابه «ديناميكية العالم».
ارتبط نموذج هذا النظام في أساسه بخمسة متغيرات: «تعداد السكان، إنتاج الطعام، التصنيع، التلوث، واستهلاك المصادر الطبيعية غير المتجددة». في وقت إجراء هذه الدراسة، كانت كل هذه المتغيرات في ازدياد وافتُرض أنها ستستمر بالنمو على نحو أسي، بينما كانت مقدرة التكنولوجيا على زيادة الموارد تنمو على نحو خطي. وقد أراد الباحثون أن يستكشفوا احتمالية وجود نمط نتائج مستدام يمكن تحقيقه بتغيير اتجاهات نمو المتغيرات الخمس وفقا لثلاثة سيناريوهات. ولاحظوا أن توقعاتهم لقيم المتغيرات في كل سيناريو كانت محض توقعات (بالمعنى الأكثر محدودية للكلمة)، وأنها لم تكن سوى مؤشرات للنزعات السلوكية للنظام. وقد تنبأ سيناريوهان من بين الثلاثة باجتياز وانهيار النظام العالمي بحلول منتصف أو أواخر القرن الواحد والعشرين، بينما تنبأ الثالث بأن العالم سيكون مستقرا.

## مؤشر الاحتياط الأسي
تعتبر الفكرة الرئيسية في «حدود النمو» أنه إذا كان معدل استهلاك الموارد في ازدياد، فإن كمية الاحتياطي المتبقي لا تُحسب ببساطة بواسطة تقسيم الاحتياطي المعروف وتقسيمه حسب الاستخدام السنوي الحالي، كما هو معتاد عند حساب مؤشر ثابت. فعلى سبيل المثال، كان احتياطي الكروم في عام 1972 775 مليون طن متري، وكان معدل استخراجه السنوي 1.85 مليون طن متري. كان المؤشر الثابت 775 ÷ 1.85 = 418 عام، لكن معدل استهلاك الكروم كان ينمو بمعدل 2.6% سنويا، أو أسيا. وفي هذه الحالة، فإن الاحتياطي سوف يستمر لمدة 95 عاما.
يتم احتساب الزمن المتبقي لنضوب مورد ما بنمو استهلاكي ثابت من خلال هذه العلاقة الرياضية:
{\displaystyle {\frac {\ln(1+0.026\times 418)}{0.026}}\approx {\text{95 years}}}
حيث y = عدد الأعوام المتبقية.
r = التركيب المستمر لمعدل النمو
s = الاحتياطي الثابت = R/C
R = الاحتياطي
C = الاستهلاك (السنوي).

## روابط خارجية
- حدود النمو على موقع الموسوعة البريطانية (الإنجليزية)
- التفكير الصفري